# Plataformas Renault
O grupo Renault se utiliza atualmente das seguintes bases:

## Plataforma B
A Plataforma B é usada nos modelos do segmento B do grupo, desde 2002.
- 2007 Renault Twingo II
- 2012 Renault Clio IV
- 2012 Renault Zoe
- 2013 Renault Captur

### Plataforma B0
Uma versão com entre-eixos alongado da B, é a base dos Renault oriundos da marca Dacia
- 2005 Renault Logan
- 2007 Renault Sandero

- 2010 Renault Duster
- 2012 Renault Lodgy
- 2012 Renault Dokker

## Plataforma C
Os modelos compactos da marca são produzidos com base nesta plataforma. Sabe-se que, junto à Plataforma D, deverá ceder lugar à novíssima base CMF (Common Module Family)
- 2008 Renault Koleos
- 2008 Renault Kangoo II
- 2008 Renault Mégane III
- 2009 Renault Fluence
- 2009 Renault Scénic III

## Plataforma D
Os topos de gama do construtor francês são construídos sobre a Plataforma D.
- 2003 Renault Espace IV
- 2008 Renault Laguna III
- 2010 Renault Latitude

## Plataforma M0
Plataforma derivada da B0, destinada a mercados emergentes e a linha de baixo custo, equipa a nova linha de compactos da Dacia e da Renault.
- 2011 Renault Logan II
- 2012 Renault Sandero II